# Lotte Medelsky

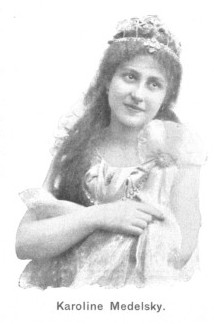
Karoline (Lotte) Medelsky, 1900

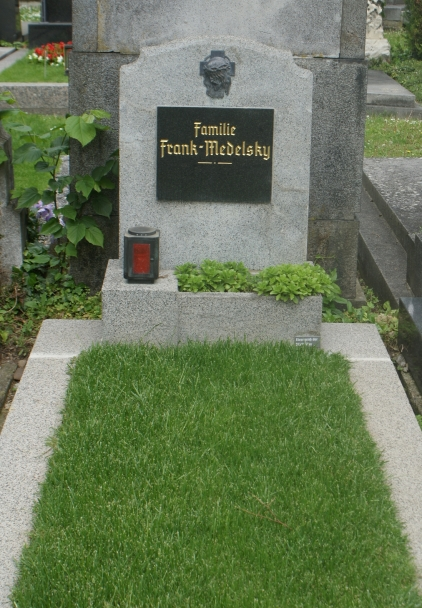
Grabstätte von Lotte Medelsky

Lotte Medelsky (* 20. Mai 1880 als Karolina Leopoldina Medelsky in Wien; † 4. Dezember 1960 in Nußdorf am Attersee, Oberösterreich; verh. Frank/Krauspe) war eine österreichische Schauspielerin.

## Leben
Ihr Vater Karl Medelsky (Wien, 6. September 1851–1912) war Gaskassierer der I.C.G.A. Die Mutter Leopoldine, geb. Egner (11. Oktober 1853–1934), war eine Weißnäherin. Sie erhielt ab 1894 eine Ausbildung am Wiener Konservatorium der Gesellschaft der Musikfreunde. Auf Empfehlung ihres Lehrers, des Hofschauspielers Alexander Strakosch, wurde sie im Alter von 17 Jahren am Burgtheater engagiert, wo sie bis zu ihrer Pensionierung 1946 blieb.
Sie gab ihr Debüt am 23. November 1896 in dem Lustspiel Krieg im Frieden, anschließend verkörperte sie Hedwig Ekdal in Ibsens Die Wildente. Weitere wichtige Rollen waren Gretchen in Faust (1897) und Christine in Liebelei (1898), die sie auch in späteren Jahren immer wieder darstellte.
Zu ihrem über 200 Rollen umfassenden Repertoire gehörten das Dienstmädchen Rosl in der Uraufführung von Anton Wildgans Dies Irae (1919), Julia in Romeo und Julia oder Amalie in Die Räuber. Sie übernahm die Titelrolle der Jungfrau von Orleans und die Rolle der Cordelia in König Lear. In Stücken von Ludwig Anzengruber war sie als Horlacher-Lies in Der G’wissenswurm und Vroni in Der Meineidbauer zu sehen. Häufig wirkte sie auch in Aufführungen von Werken Gerhart Hauptmanns und Arthur Schnitzlers mit.
Sie gab zahlreiche Gastspiele und war bei den Salzburger Festspielen von 1933 bis 1947 Marthe Schwerdtlein in den Faust-Inszenierungen sowie 1947 und 1949 bis 1952 Jedermanns Mutter in Jedermann und 1948 Heros Mutter in Des Meeres und der Liebe Wellen von Franz Grillparzer. Filmauftritte blieben eine Ausnahme.
Lotte Medelsky war seit 1901 mit dem Schauspieler Eugen Frank (eigentlich Krauspe) verheiratet und lebte abwechselnd in der Villa Bergauer in Hietzing und in Nußdorf am Attersee. Sie hatte eine Schwester, Hermine, die am 29. August 1901 im Volkstheater debütierte. Ihre Kinder Liselotte Medelsky (1907–1981) und Hans Frank (1902–1961) wurden ebenfalls Schauspieler. Ihre letzte Rolle war das Holzweiberl in Der Verschwender.
Ihr ehrenhalber gewidmetes Grab befindet sich auf dem Hietzinger Friedhof (Gruppe 34, Nummer 24I).

## Auszeichnungen
- 1899: Ernennung zur Hofschauspielerin
- 1924: Ehrenmitglied des Burgtheaters
- 1926: Ritterkreuz I. Klasse des Österreichischen Verdienstordens
- 1936: Verdienstkreuz für Kunst und Wissenschaft anlässlich ihrer 40-jährigen Bühnentätigkeit
- 1937: Ehrenring der Stadt Wien
- 1939: Aus Anlass des 50. Geburtstages von Adolf Hitler Verleihung des Titels „Staatsschauspielerin“.[5]
- 1947: Professorin am Max-Reinhardt-Seminar

## Filmografie
- 1915: Das Kriegspatenkind
- 1916: Bogdan Stimoff
- 1933: Der Musikant von Eisenstadt
- 1935: 4½ Musketiere
- 1955: Dunja
- 1957: Der Verschwender (Fernsehfilm)